# 吴晋航

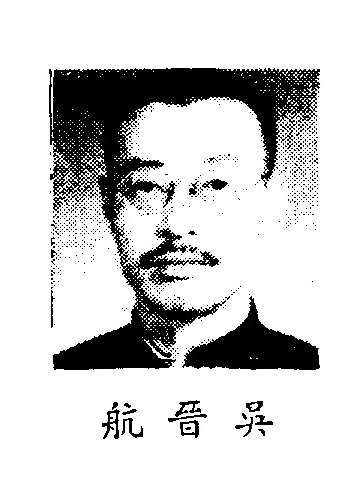
吳晉航近照

吴晋航（1887年—1965年），名国琛，字晋航，以字行，原籍浙江，生于四川仁寿，中国政治人物、金融家，第二、三、四届全国政协委员。